# Núi Ólympos
Núi Ólympos (/oʊˈlɪmpəs, əˈlɪm-/; tiếng Hy Lạp: Όλυμπος, đã Latinh hoá: Ólympos, also Ólimbos, IPA: [ˈoli(m)bos]) hay núi Olympus hoặc Óros Ólimbos, còn gọi là Núi Ô Lim, là ngọn núi cao nhất ở Hy Lạp.
Đây là một phần của khối núi Ólympos gần Vịnh Thermaic của Biển Aegea, nằm trong Dãy Ólympos trên biên giới giữa Thessaly và Macedonia, giữa các đơn vị địa phương của Larissa và Pieria, cách Thessaloniki khoảng 80 km về phía tây nam. Đỉnh Olympus có 52 đỉnh và hẻm núi sâu. Đỉnh cao nhất có tên gọi Mytikas (Μύτικας Mýtikas), trong tiếng Hy Lạp nghĩa là "chiếc mũi", cao tới 2.917 mét (9.570 ft).
Đây là một trong những đỉnh núi cao nhất ở châu Âu về độ nổi bật của địa hình. Trong thần thoại Hy Lạp, ngọn núi Ólympos là ngôi nhà của các vị thần Hy Lạp, trên đỉnh Mytikas. Núi có sự đa dạng sinh học đặc biệt và hệ thực vật phong phú. Đây là Công viên Quốc gia đầu tiên ở Hy Lạp, kể từ năm 1938. Đây cũng là Khu dự trữ sinh quyển thế giới.
Mỗi năm có hàng ngàn du khách đến chiêm ngưỡng hệ động thực vật, tham quan các sườn núi và leo lên các đỉnh núi. Những nơi trú ẩn có tổ chức trên núi và nhiều tuyến đường leo núi khác nhau đều có sẵn. Điểm xuất phát thông thường để leo lên ngọn núi Ólympos là từ thị trấn Litochoro, ở chân núi phía đông, cách Thessaloniki 100 km (62 mi).

## Vị trí
Núi Ólympos nằm tại tọa độ 40°05′B 22°21′Đ / 40,083°B 22,35°Đ, trong lòng Hy Lạp đại lục. Là một phần của khối núi Olympus gần  Vịnh Thérmai (Thermaïkós) ở vùng Biển Aegea, nằm ở dãy Olympos ngay giữa vùng Thessaly và Makedonia, nằm giữa hai tỉnh Pieria và Larissa, cách Thessaloniki, thành phố lớn thứ hai của Hy Lạp, khoảng 80 km về phía Tây Nam.
Núi Ólympos đáng chú ý vì sự giàu có quần thực vật của nó với một số loài là đặc hữu. Đỉnh cao nhất trên núi Ólympos là Đỉnh Mũi Nhọn Mitikas (Mytikas, Μύτικας), trong tiếng Hy Lạp có nghĩa là "mũi". Mitikas là đỉnh núi cao nhất tại Hy Lạp, đứng thứ hai là Skolio (2.912 m). Các cuộc leo núi này đều bắt đầu từ thị trấn Litochoro, còn được gọi là thành phố của các thánh thần do vị trí của nó tại chân núi.

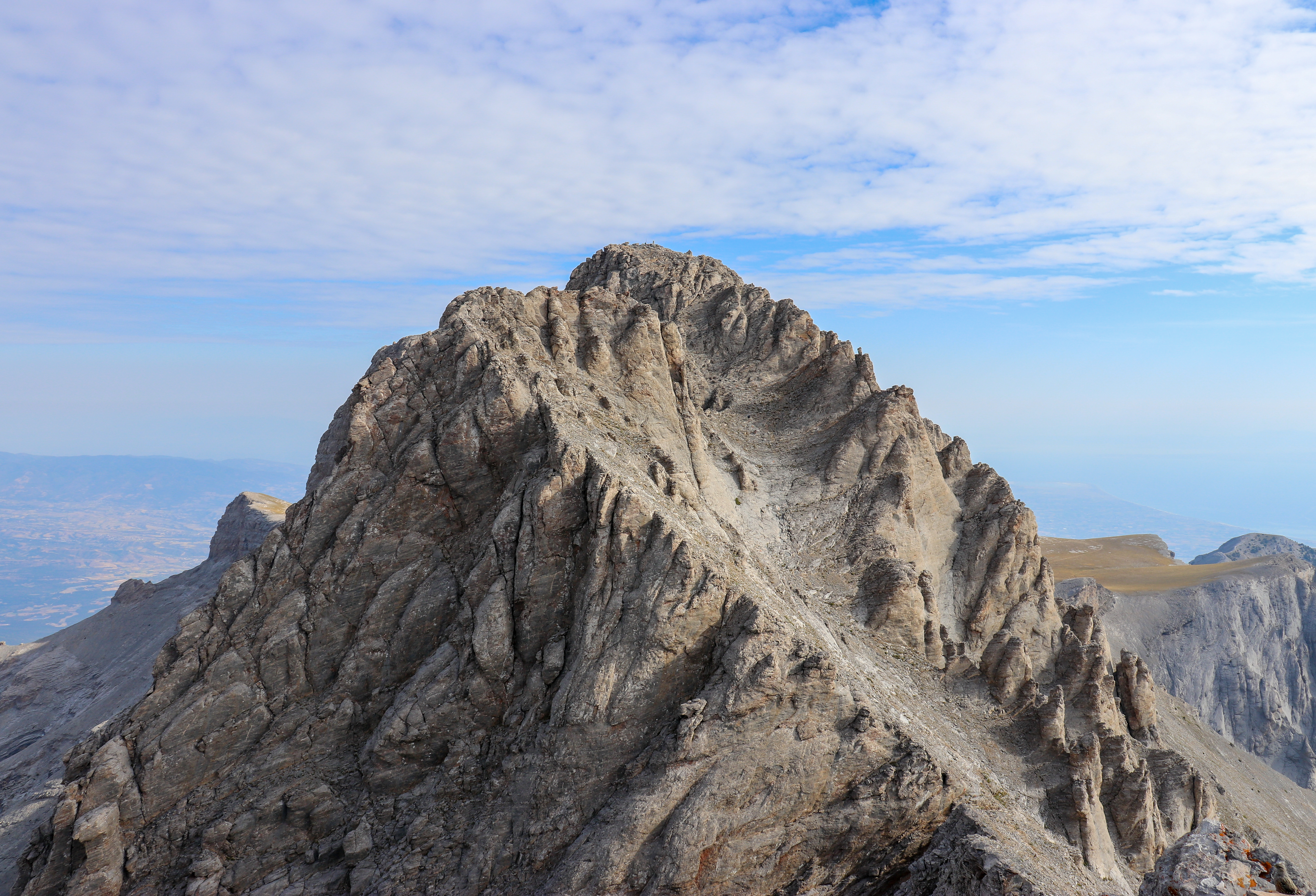
Đỉnh Mytikas Đỉnh Mũi Nhọn
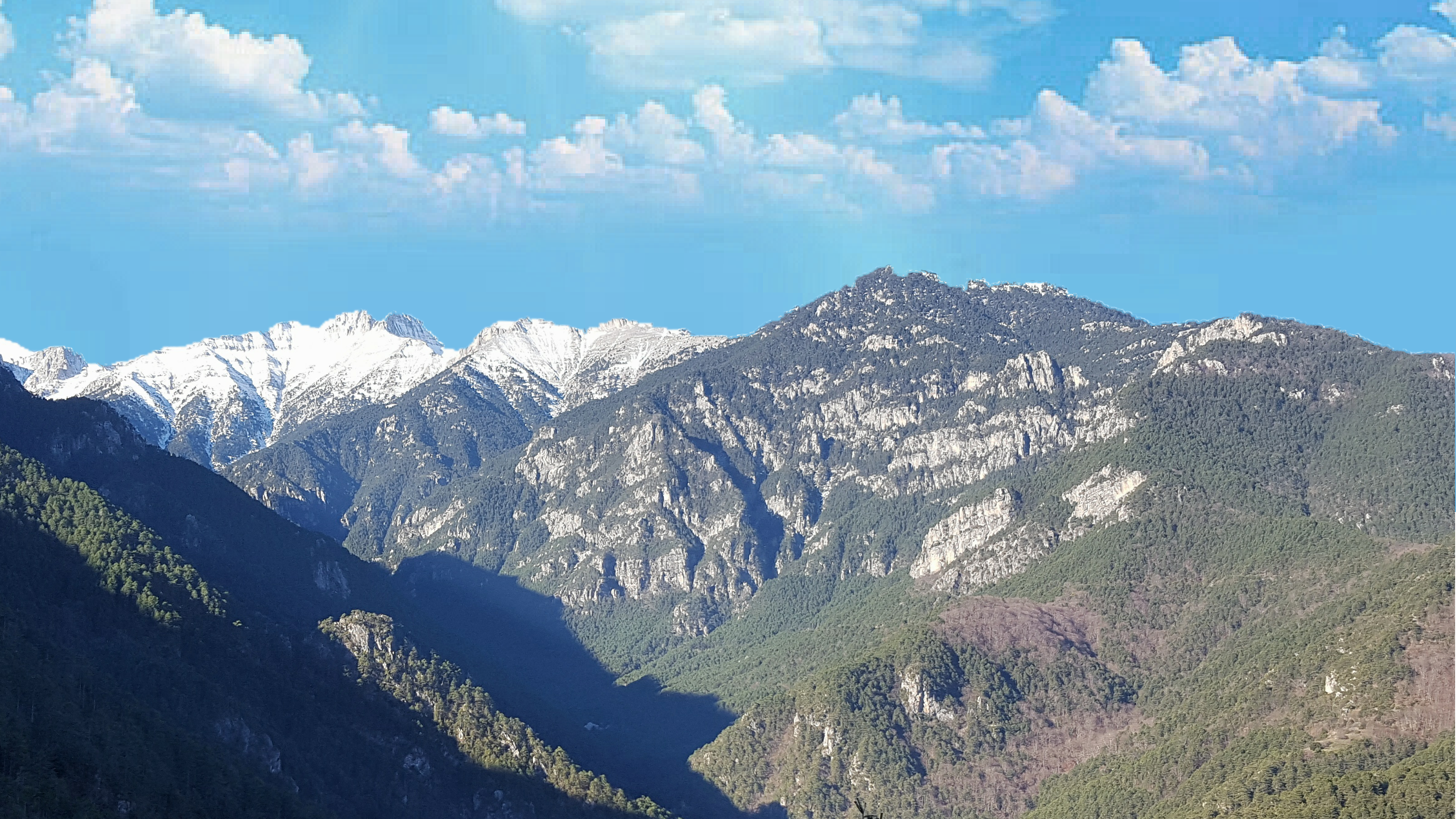
Núi Ólympos nhìn từ hướng đông
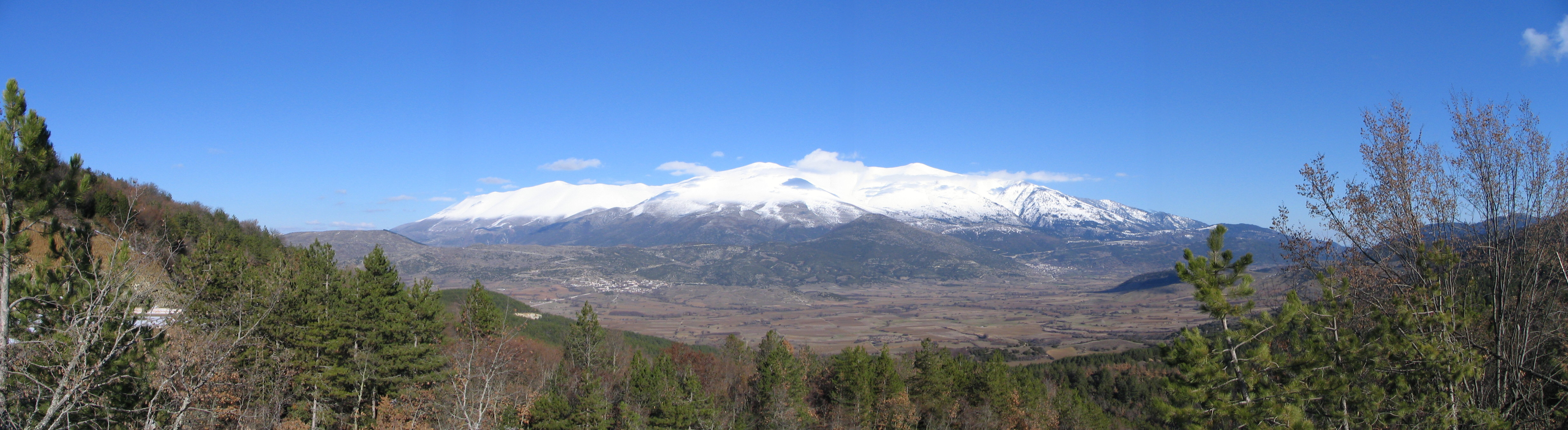
Núi Ólympos nhìn từ hướng nam
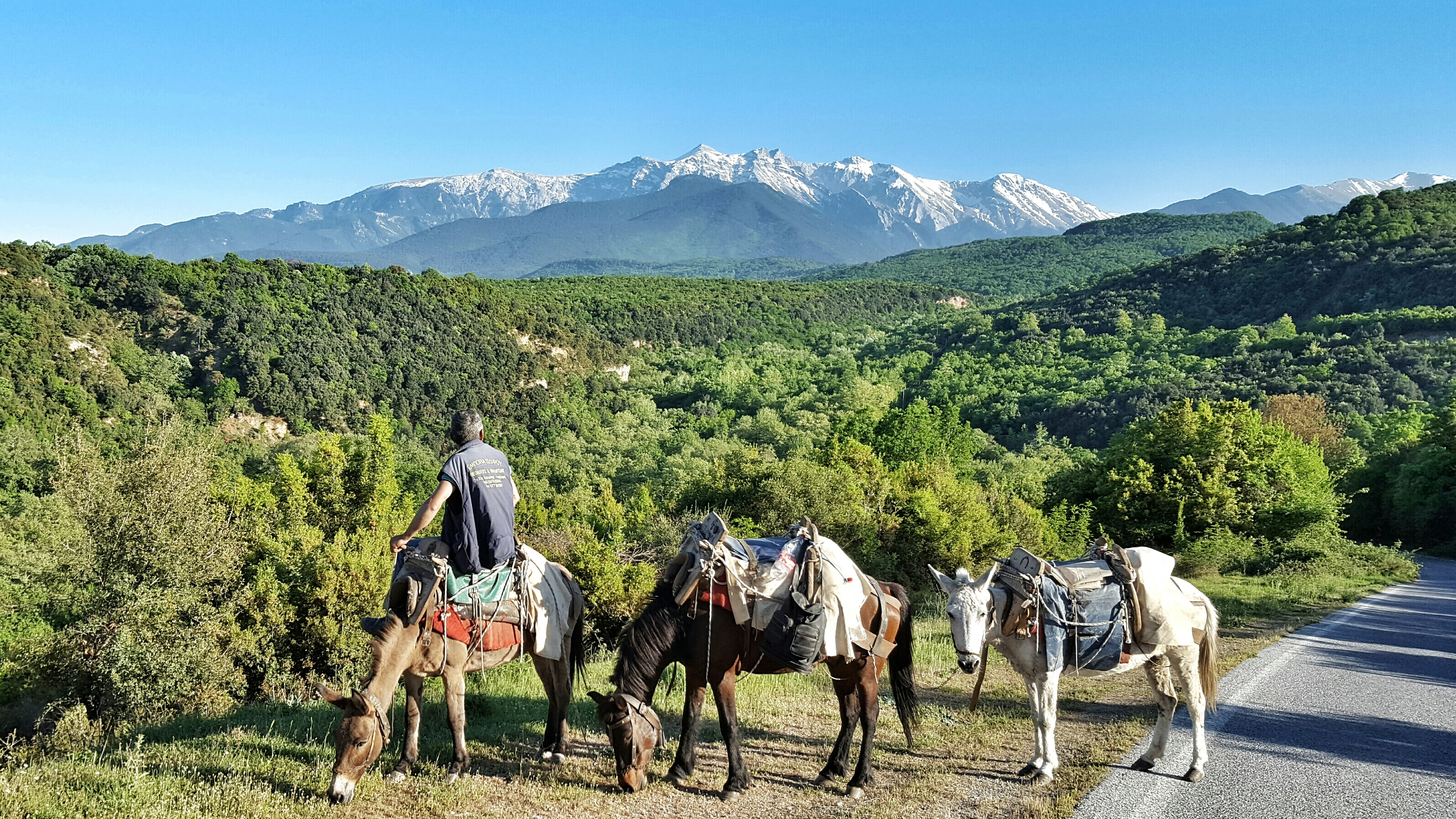
Núi Ólympos nhìn từ hướng bắc ở Petra, Pieria

## Hình thái

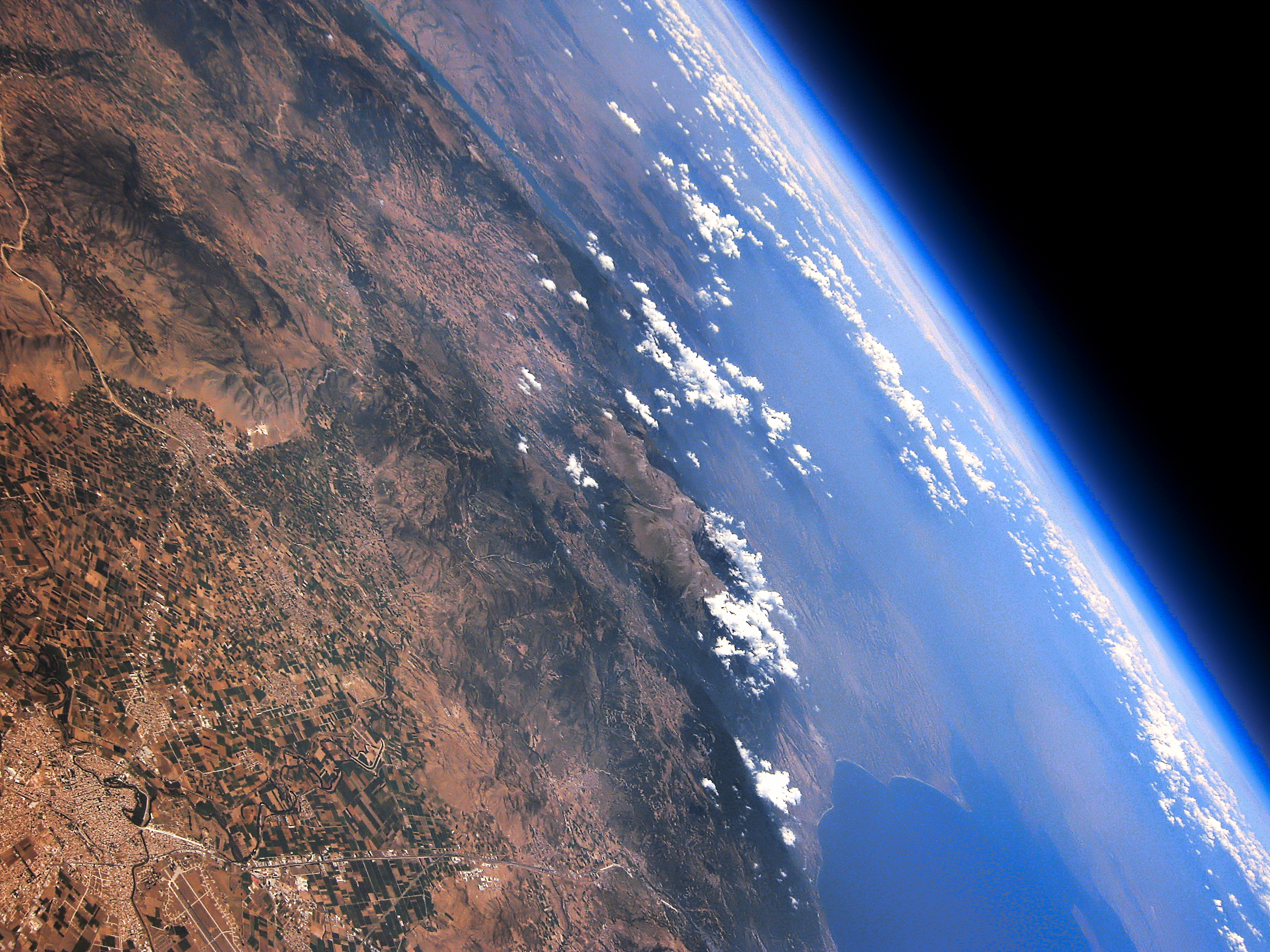
Núi Ô Lim được chụp ở tầng bình lưu

Nằm trong khu vực có quá trình địa chất phức tạp và lâu dài có thể thấy rõ từ hình thái của Olympus và ở khu vực vườn quốc gia. Bao gồm các hẻm núi sâu và hơn mười đỉnh núi trẻ, rất nhiều trong số đó có ngọn còn cao hơn 2.000 mét (6.600 ft), với đỉnh Aghios Antonios cao 2.815 mét (9.236 ft), Kalogeros cao 2.700 mét (8.900 ft), Toumpa cao 2.801 mét (9.190 ft) và Profitis Ilias cao 2.803 mét (9.196 ft). Tuy nhiên, chính những đỉnh núi đá ở vùng trung tâm, gần như thẳng đứng mới là điểm chính gây ấn tượng cho du khách.
Ở đường chân trời của thị trấn Litochoro khi nhìn vào ngọn núi có hình chữ V nằm giữa hai đỉnh và gần như là  độ cao bằng nhau. Phía bên trái là đỉnh Mũi Nhọn (Mytikas) hay Bách Thần (Pantheon). Đây là đỉnh núi cao nhất ở Hy Lạp.
Còn phía bên phải là đỉnh Stefani (hay Thronos Dios) Thiên Ngai của Zeus cao 2.902 mét (9.521 ft), là đỉnh núi ấn tượng nhất với nền địa hình dốc đứng với đỉnh cao 200 mét là thách thức lớn nhất đối với các nhà leo núi.
Ở phía Nam, Skolio (40°04′58″B 22°21′26″Đ / 40,0829°B 22,3571°Đ) đỉnh phụ cao thứ hai - 2.911 mét (9.551 ft) hoàn thành một vòng cung khoảng 200 độ, với các sườn dốc hình thành ở phía tây, giống như một bức tường, một hang động biểu diễn vách đá ấn tượng, 700 mét (2.300 ft) sâu và 1.000 mét (3.300 ft) chu vi, 'Megala Kazania'. Ở phía đông của các đỉnh núi cao, các sườn dốc tạo thành vùng giống như các nếp gấp song song, 'Zonaria'. Ngay cả những điểm hẹp hơn và dốc hơn, 'Loukia', dẫn đến đỉnh cao.

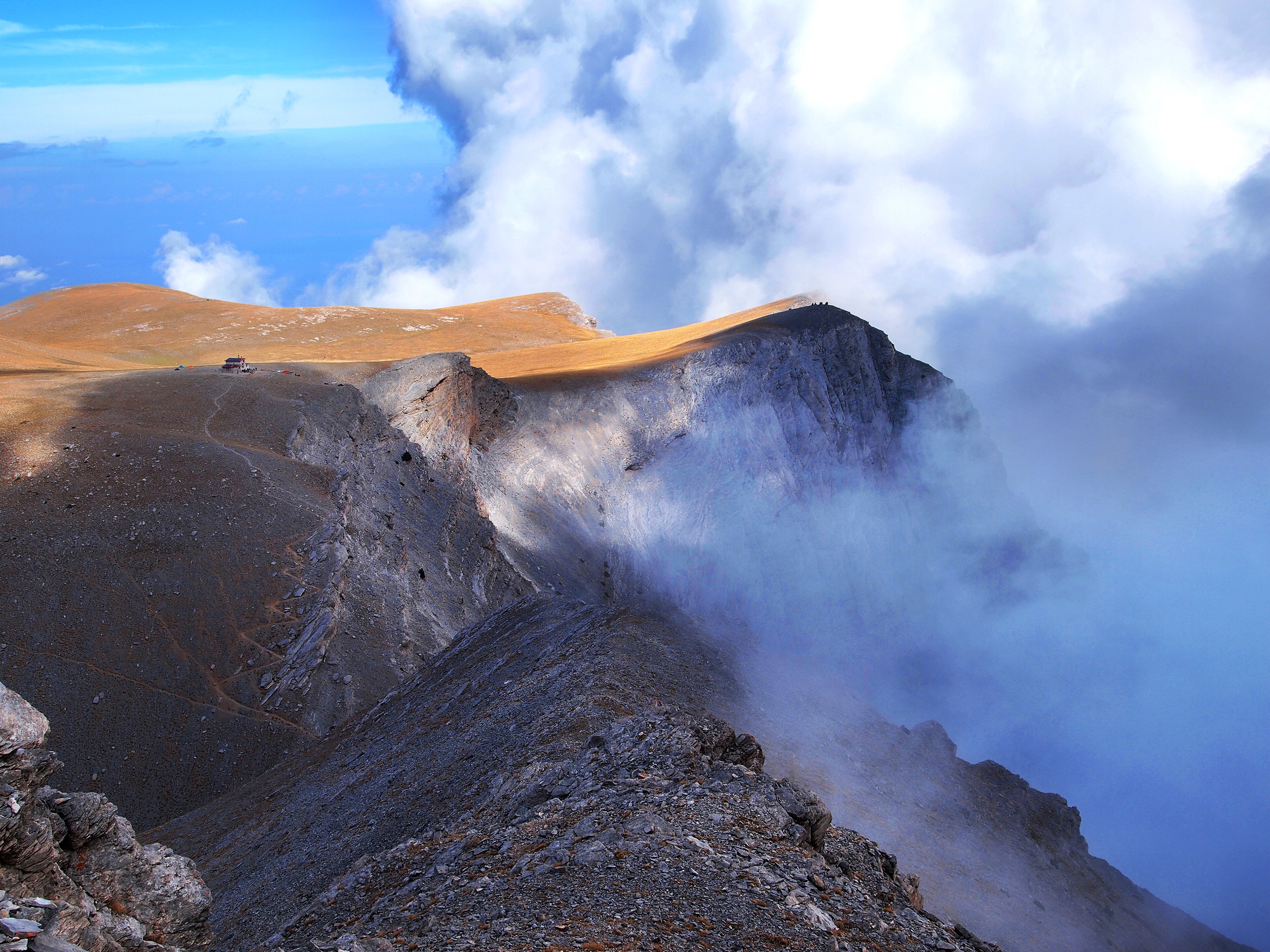
Đỉnh Profitis Ilias và đoàn Christos Kakalos

Ở phía bắc, giữa Stefani và Profitis Ilias, kéo dài Cao nguyên Muses, ở độ cao 2.550 mét (8.370 ft), trong khi xa hơn về phía nam, gần như ở trung tâm của khối núi, mở rộng vùng lãnh nguyên núi cao của Bara, ở độ cao 2.350 mét (7.710 ft). Olympus có nhiều khe núi và mòng biển. Các khe núi dễ phân biệt nhất là Mavrologos-Enipeas (14 km) và Mavratzas-Sparmos (13 km) gần Bara và 'cắt' khối núi thành hai phần hình bầu dục.
Ở chân đồi phía nam, hẻm núi lớn Ziliana, dài 13 km, bao gồm một giới hạn tự nhiên ngăn cách ngọn núi với Hạ Ô Lim. Ngoài ra còn có nhiều vách đá và một số hang động, thậm chí ngày nay vẫn chưa được khám phá. Hình dạng và cách bố trí của đá tạo điều kiện thuận lợi cho sự xuất hiện của nhiều suối, chủ yếu ở độ cao thấp hơn 2.000 m, của các hồ và suối nhỏ theo mùa và của một con sông nhỏ, Enipeas, với các suối ở địa điểm Prionia và cửa sông của nó ở Biển Aegean

## Tên gọi và Thần thoại

### Từ nguyên
Từ nguyên học và ý nghĩa của từ Όλυμπος (Ólympos) không được rõ ràng, và nó có thể có nguồn gốc trong ngôn ngữ tiền Ấn-Âu hay ngôn ngữ Hy Lạp cổ. Trong sử thi Odyssey 6.42 có nhắc đến Οὔλυμπος (Oulumpos), được coi là nơi ngự trị của các vị thần (và không được xác định với bất kỳ đỉnh núi cụ thể nào).
Sử thi của Homeros Iliad  5.754 và Odyssey 20.103 cũng sử dụng từ οὔλυμπος làm danh từ chung, như một từ đồng nghĩa của οὐρανός (ouranos) "bầu trời".
Trong lịch sử, Núi Olympos trước kia được gọi là Núi Belus, theo Iliad 1.591, nơi ngự trị của các vị thần được gọi là βηλός θεσπεσίος (Vilós Thesspesíos) "ngưỡng cửa thiên đàng".

### Thần thoại
Xem thêm: Tôn giáo Hy Lạp cổ đại, Thần thoại Hy Lạp và Mười hai vị thần trên đỉnh Olympus.

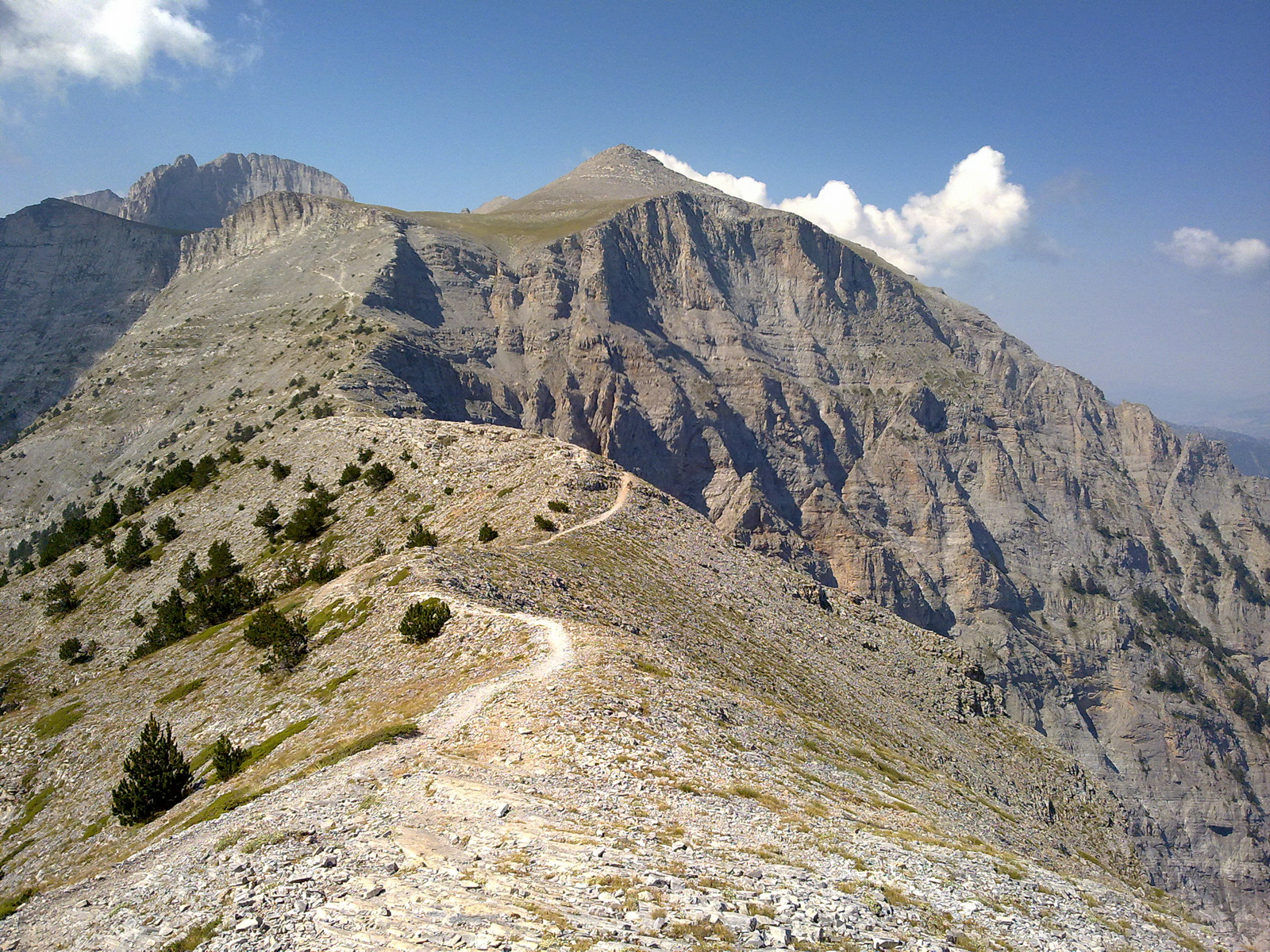

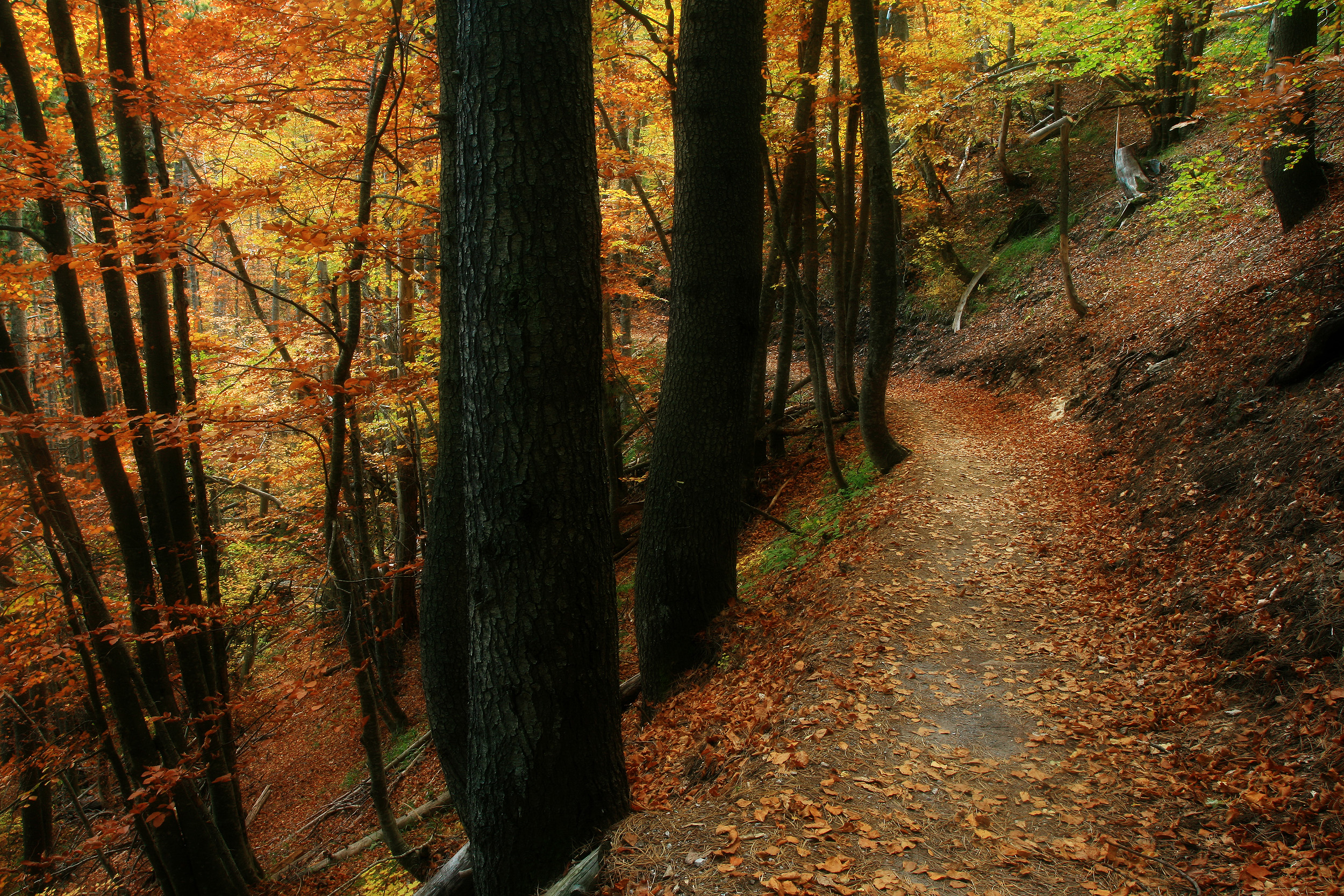
Đường lên đỉnh núi Olympus

Trong Tôn giáo Hy Lạp cổ và thần thoại Hy Lạp, núi Ólympos là nhà của Mười hai vị thần Olympus, các vị thần chính trong đền bách thần của người Hy Lạp. Người Hy Lạp cổ đại cho rằng nó được xây dựng bằng các lâu đài pha lê mà trong đó các vị thần, như thần Zeus (chúa tể của các vị thần), đã sinh sống. Trong thần thoại Hy Lạp người ta cũng kể rằng sau khi nữ thần Gaia (nữ thần mẹ đất) sinh ra các thần khổng lồ (Titan) (các vị thần tổ tiên của các thần) thì họ đã dùng các ngọn núi ở Hy Lạp làm ngai vàng của họ do họ quá khổng lồ, và Cronus (vị thần Titan trẻ nhất và hùng mạnh nhất) đã ngồi trên núi Olympus.

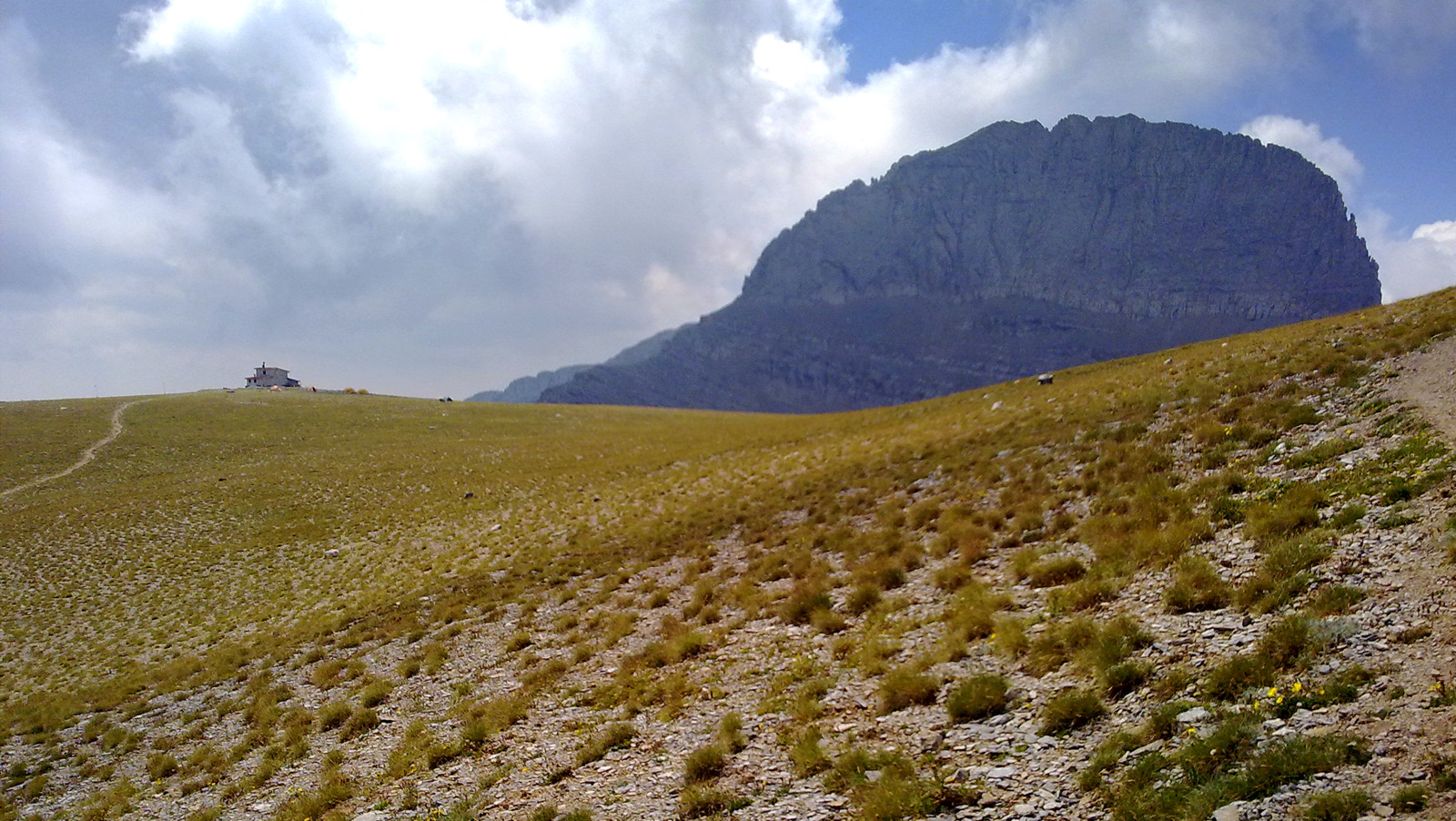
Cao nguyên Mousa, và Stefani (thiên ngai của Zeus)

Ở Pieria, chân đỉnh núi phía Bắc, có câu chuyện về những nàng Mousa, con gái của thần Zeus và nữ Titan của ký ức Mnemosyne.

### Tên gọi
Với nền địa hình cao hiểm trở có thể thấy bằng mắt thường cùng với yếu tố thần thoại, những ngọn núi cao nhất địa phương có xu hướng được đặt tên như vầy; và vô số đỉnh núi có người Hy Lạp đều có tên là Olumpos vào thời cổ đại, như ngọn núi ở Mysia (Núi Uludağ), Laconia (Núi Lykaion), Lycia (Núi Tahtalı), Olympus ở Síp, Attica, Euboea, Ionia (Núi Nif) và Lesbos, và vì ảnh hưởng của văn hóa Hy Lạp sau thời Phục Hưng nên Olympus là một tên gọi núi khá phổ biến trong thế giới phương Tây nên ta cũng có núi Olympus ở Utah, núi Olympus tại bang Washington và nhiều ngọn núi trùng tên khác.
Ở Hy Lạp, Núi Olympos ở Thessaly là ngọn núi cao nhất trong các lãnh thổ được định cư bởi người Hy Lạp và có thể tượng trưng cho nơi ở của các vị thần khi mà Herodotus (1.56) vào thế kỷ 5 TCN đã chọn ngọn núi này.

## Sinh thái

#### Thảm thực vật
Danh sách 23 loài thực vật đặc hữu của địa phương trên đỉnh Olympus từ Cơ quan Quản lý Vườn Quốc gia Olympus
| - Achillea ambrosiaca - Alyssum handelii - Asprerula muscosa - Aubrieta thessala - Campanula oreadum - Carum adamovicii - Centaurea incompleta - Centaurea litochorea | - Centaurea transiens - Cerastrium theophrasti - Erysimum olympicum - Festuca olympica - Genίsta sakellariadis - Jankaea heldreichii - Ligusticum olympicum - Melampyrum ciliatum | - Poa thessala - Potentilla deorum - Rynchosinapis nivalis - Silene dionysii - Silene oligantha - Veronica thessalica - Viola striis - notata - Viola pseudograeca |

#### Động vật

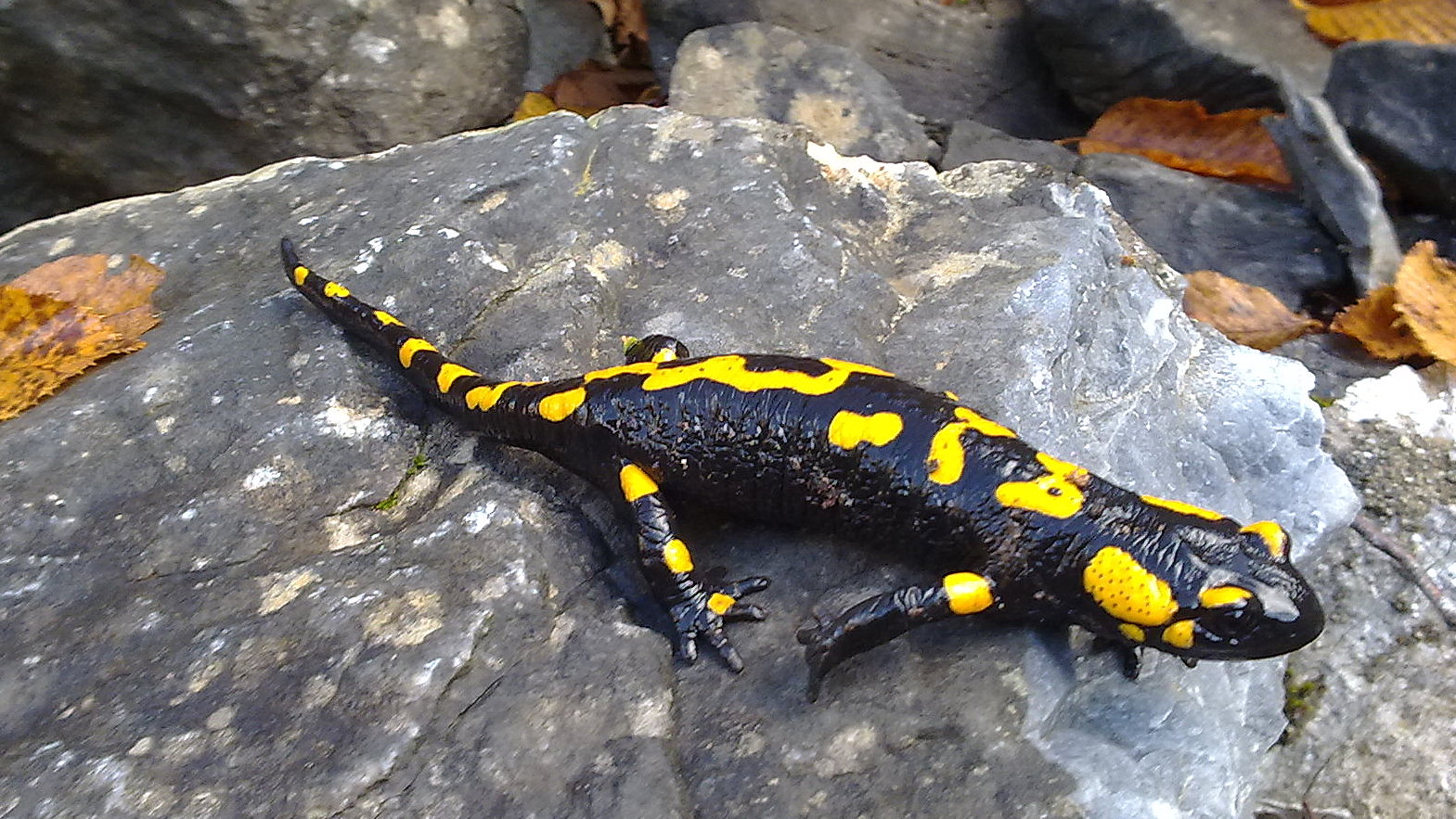
Một con Kỳ giông trên hẻm Enipea